# Johanniterkommende Brieg

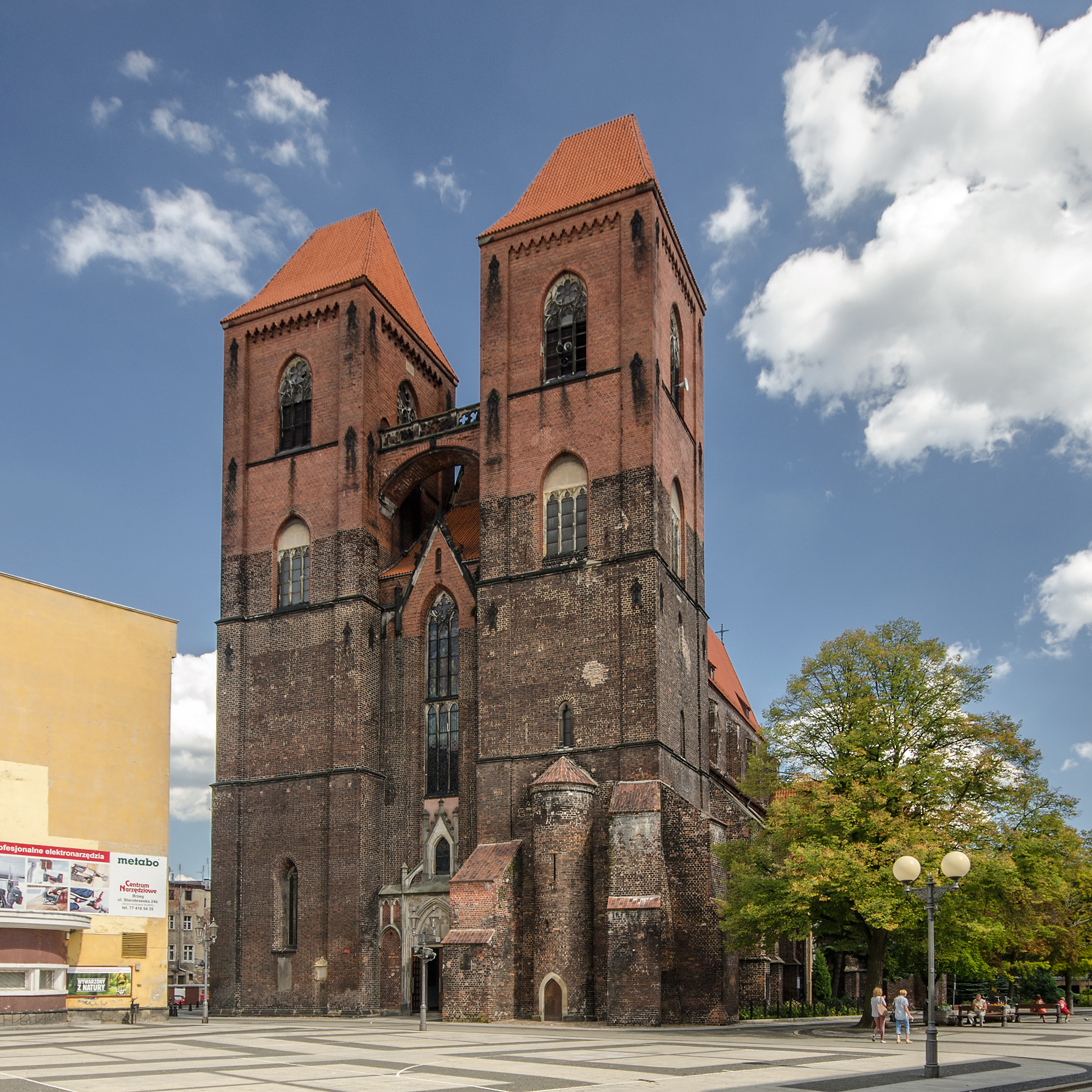
Stadtpfarrkirche St. Nikolai; 1280 erhielten die Johanniter das Patronat über die Kirche

Die Johanniterkommende Brieg war eine Niederlassung des Johanniter-/Malteserordens in Brieg im damaligen Herzogtum Breslau bzw. ab 1311 im Herzogtum Brieg (seit 1945 Brzeg, im Powiat Brzeski (Woiwodschaft Opole, Polen)). 1280 schenkte der Breslauer Herzog Heinrich IV. den Johannitern das Patronat der Kirche von Brieg. Die Niederlassung wurde rasch zur Kommende erhoben, bereits 1302 ist ein Kommendator genannt. Es handelte sich um eine Priesterkommende, der Kommendator war zugleich Pfarrer an der Stadtpfarrkirche von Brieg. Die Brieger Kommende unterhielt zunächst auch ein Hospital und eine Schule. 1534/46 zog der Brieger Herzog Friedrich II. die Kommende ein. Erst 1573 erhielten die Johanniter 3500 Gulden als Entschädigung; danach traten sie ihre Ansprüche auch vertraglich ab.

## Lage
Die Kommende Brieg hatte ihren Sitz in der Stadt Brieg. Die Nikolaikirche, deren Patronat die Johanniter 1280 erhalten hatten, ist ein stattlicher, frühgotischer Bau, der nach Beschädigungen im Zweiten Weltkrieg wieder hergestellt wurde. Von den Kommendegebäuden, die wohl in der Nähe der Nikolaikirche lagen, hat sich nichts erhalten.

## Geschichte
Die Stadt Brieg gehörte zur Zeit der Schenkung des Patronats der Pfarrkirche an die Johanniter zum Herzogtum Breslau, das 1249 aus der Teilung des Herzogtums Schlesien hervorgegangen war. Das Herzogtum Brieg wurde 1311 vom Herzogtum Breslau abgeteilt und war bereits ab 1329 ein Lehen der Krone Böhmen. 1469 wurde das Herzogtum Brieg mit dem Herzogtum Liegnitz vereinigt, 1521 aber wieder abgetrennt. Der ab 1547 folgende Herrscher, Herzog Georg II. war zugleich auch Herzog von Wohlau.

### Die Kommende Brieg
Am 4. März 1280 schenkte Heinrich IV., Herzog von Breslau, den Johannitern in Anwesenheit von Königs Rudolph I. und Hermann von Brunshorn, Großpräzeptor der Johanniter in der Ordensprovinz Alamania und Polen, das Patronat der Stadtpfarrkirche St. Nikolai in Brieg. Das von Karl Stehr genannte Gründungsdatum 1334 der Brieger Kommende ist daher sicher falsch.
Mit der Nennung eines Kommendators ist die Niederlassung in Brieg bereits 1309 als Kommende belegt. Innerhalb der Organisationshierarchie des Johanniterordens gehörte die Kommende Brieg zum Großpriorat Böhmen der Deutschen Zunge. Im 14. und 15. Jahrhundert benannte der böhmische Großprior Statthalter oder Stellvertreter für die schlesischen und Kommenden, d. h. zu dieser Zeit gab es quasi eine schlesische Unterprovinz des Großpriorats Böhmen. Die Kommende in Brieg war eine Priesterkommende, d. h. der Kommendator war zugleich der Priester der Stadtpfarrkirche in Brieg. Im 15. Jahrhundert wurde die Kommende Lichtenau zusammen mit der Kommende Brieg vergeben.
Die Niederlassung in Brieg stieg rasch zu einer bedeutenden Kommende auf, denn 1319 nahm der damalige Kommendator Dietrich am Generalkapitel des Johanniterordens in Avignon teil. Am 8. Mai 1334 war er auf dem Generalkapitel der Kommendatoren des Großpriorats Böhmen in Groß Tinz. Der von Colmar Grünhagen angemeldete Zweifel, ob die Kommende Brieg überhaupt jemals eine von der Johanniterkommende Lossen unabhängige Kommende war, ist daher völlig unbegründet.
Nach einer undatierten Urkunde, die nach dem Inhalt aus der Zeit um 1332 stammt, wollte Herzog Boleslaw III. ein Dominikanerkloster in Brieg stiften. Da die Johanniter als Patronatsherren der Brieger Stadtpfarrkirche dadurch möglicherweise Einkommenseinbußen erleiden würden, erhielten sie als Entschädigung einen jährlichen Zins von 10 Mark aus den herzoglichen Einkünften aus Grottau.
1336 fand eine Befragung von Zeugen, die die Johanniter aufgeboten hatten, durch den Dechanten Nicolaus von Oppeln im Hause der Johanniter in Brieg statt. Worum es ging, lässt sich aus dem Regest nicht entnehmen. Nur einige Jahre zuvor war allerdings die benachbarte Kommende in Lossen durch eine Fehde und durch Räubereien schwer geschädigt worden. Möglicherweise ging es bei der Befragung auch um mögliche Schäden, die die Kommende Brieg erlitten hatte. Anwesend bei der Befragung in Brieg waren der Kommendator Conrad und der Unterkomtur Waschmundus. In diesen Rahmen passt auch eine Urkunde über die Finanznot der schlesischen Johanniterkommenden. 1336 bezeugte der Päpstliche Legat Galhard de Carceribus dem Heinrich Biczinger, stellvertretendem Prior und Prokurator der Ordenshäuser in Lossen, Klein-Oels, Groß Tinz, Striegau, Goldberg und Löwenberg, dass die Wirtschaftlichkeit der schlesischen Kommenden durch die ständigen Kriege und Fehden der schlesischen Fürsten so zerrüttet sei, dass sie den seit sechs Jahren rückständigen Zins an den Heiligen Stuhl in Höhe von 221 Mark nicht bezahlen konnten. Der Legat beauftragte den Dechanten von Oppeln Nikolaus, diese Berichte vor Ort zu überprüfen. Nach dessen Bericht und der Bestätigung der Situation gab sich der Legat Galhard de Carceribus mit einer Zahlung von 151 Mark 16 Skot Landeswährung zufrieden und quittierte deren Erhalt.
1343 erhielt die Johanniterkommende in Brieg ein nicht weiter spezifiziertes Legat von Henricus von Syfridsdorf, das Herzog Boleslaw am 1. November 1343 bestätigte. 1359 verkaufte Hanko Meynuschii einen Acker in Schönfeld an den Brieger Kommendator Walter. Nach dessen Tod sollte der Acker an den Konvent der Johanniter in Brieg fallen. Allerdings war der Acker nicht zinsfrei; der Konvent musste dafür jährlich ein Pfund Pfeffer an den Herzog abliefern.
1359 bestätigte der Liegnitzer Herzog Ludwig I. den Verkauf eines jährlichen, nicht ablöslichen Zinses in Höhe von fünf Mark aus Mechwitz bei Ohlau durch die Brüder Johann und Vrozko von Semansdorf an den (namentlich nicht genannten) Kommendator und Konvent der Johanniter in Brieg.
1370 traten die Johanniter des Großpriorats Böhmen unter der damaligen Leitung von Jesko de Swereticz/Johann von Zwierzetitz-Wartemberg (Zwirzenticzky-Wartenberg) einige Straßen und Plätze an das in Brieg neu zu gründende Hedwigstift ab. Dazu gab auch der Kommendator Cunczko von Brieg sein Einverständnis. Als Entschädigung erhielt die Kommende in Brieg einen Zins von fünf Mark von Herzog Ludwig I. aus dem Dorf Poppelwitz. Auf einem Generalkapitel des böhmischen Großpriorats 1379 bestätigte auch der Nachfolger des oben genannten Großpriors, Herzog Semovit von Teschen, diese Güterabtretungen. Er erreichte aber noch darüber hinaus, dass der Herzog außer der Zinsübertragung in Poppelwitz an die Johanniter auch auf das Rückkaufsrecht eines Erbzins in Kallen bei Ohlau verzichtete; dieser Erbzins ging allerdings an die Kommende Klein-Oels.
1369 vermachte Katharina, die Frau des Schneiders Tilo. durch ihren Testamentsvollstrecker Nicolaus Lichtenberg, der Stadtpfarrkirche St. Nikolai vier Mark für einen Kelch, dem Kommendator der Johanniter und seinen Kaplänen einen halben Vierdung, der Liebfrauenkirche eine halbe Mark, den Brieger Franziskanern eine halbe Mark, eine Mark für das Begräbnis zu Händen von Johannes vom Hospital in Breslau und eine halbe Mark dem Johannes de Luda.
Einen kleinen Einblick in die Rangeleien der geistlichen Institutionen in Brieg untereinander gibt uns eine Notiz aus dem Jahr 1375. Zur Schlichtung der Rangstreitigkeiten bei kirchlichen Prozessionen in Brieg musste sogar der Diözesanbischof eingreifen. Er setzte fest, dass an der Spitze einer Prozession zuerst die Franziskaner, dann die Dominikaner, dann der Johanniterkommendator bzw. Pfarrer zu St. Nikolaus mit Fahnen und seinen Schülern, und dahinter der Dechant und die Domherren mit den Vikaren, Klerikern, Schülern und Fahnen des Hedwigstifts folgen sollten. Der Dechant und die Kanoniker erhielten aber das Recht, an alle Schüler und Kleriker die Sakramente zu spenden.
Der Johanniterkommende stand das Patronat der Stadtpfarrkirche St. Nikolai zu; der Kommendator war zugleich auch der Pfarrer an St. Nikolai. Der heutige Bau wurde während der Regierungszeit von Herzog Ludwig I. (1368 bis 1398) im Jahre 1370 begonnen. Sie wurde aber erst fast zwanzig Jahre nach seinem Tod 1417 fertig gestellt.
Am 1. Juni 1382 bestätigte der böhmische Großprior Herzog Semovit von Teschen ein etwas merkwürdiges Gütergeschäft unter zwei schlesischen Johanniterkommenden. Der Brieger Kommendator Nyclos Stengil kaufte vom Lichtenauer Kommendator Sweydiger von Haugwitz das Vorwerk zu Lossen und dazu eine Wiese, genannt die Rosenwiese, die bei Lossen in einem Walde lag. Damit erwarb sich der Brieger Kommendator Nyclos Stengil (und die folgenden Kommendatoren) das Recht, Bauholz aus dem Wald bei Lichtenau zu hauen, aber nur diesseits der Oder. Der Bauer des Vorwerks in Lossen genoss weiterhin die Freiheiten, die das Vorwerk von der Kommende Lichtenau her genoss. Es sollte auch weiterhin formal zur Kommende Lichtenau gehören. Herzog Boleslaw hatte 1342 dem Großprior von Böhmen Hasco gestattet, das Vorwerk Lossen zu deutschem Recht aufzubauen.
1388 ging ein Schuldbrief für die Brieger Jüdin Eccartynne und deren Sohn Jakob über 46 Mark, an dem die Siegel des Brieger Kommendator Nicolaus Stengil und des Stephan Vilgut und seines Bruders Konrad hingen, verloren. Großprior Semovit Herzog von Teschen musste daraufhin den Schuldbrief für ungültig erklären.
Am 8. Mai 1390 nahm die Pitanz des Brieger Spitals ein Darlehen von 20 Mark von den beiden Schwestern Clara Pampiczinne und Sophia Hochine auf. Der Pitanzmeister musste davon einen Zins von zwei Mark entrichten. Nach dem Tode einer der Schwestern sollte der Zins nur noch eine Mark betragen, nach dem Tod der anderen Schwester durfte die Zahlung eingestellt werden. Allerdings sollten an ihren jeweiligen Todestagen Vigilien gehalten werden.
Nicolaus von Pogrella verkaufte am 15. Oktober 1394 einen Jahreszins von vier Mark an den Brieger Kommendator Nicolaus Stengil.
Am 29. Mai 1403 gaben Kommendator Nicolaus von Lossow und sein Konvent ihre Zustimmung zu einer Altarstiftung zu Ehren der 12 Apostel in der Ordens- und Pfarrkirche in Brieg durch Frau Kete Meynushyne und ihren Bruder Nicolaus Rötchin.
Am 22. September 1414 verkaufte Herzog Ludwig II. sein zwischen Schwanowitz und Lichtenau gelegene Gut Dornslabil (Dürrschnabel), auch Coppan genannt, für eine nicht genannte, bestimmte Summe an Nikolaus Lossin, Kommendator zu Brieg. Nach dessen Tod sollte das Gut an die Kommende fallen. Nikolaus Lossin muss also ein begüterter Mann gewesen sein, der das Gut zunächst mit seinem eigenen Geld gekauft hatte.
1425 ging eine Streitsache zwischen dem Brieger Kommendator Nicolaus Birkener und seinem Konvent und dem Presbyter Georg von Münsterberg bis nach Rom zum Heiligen Stuhl. Papst Martin V. trug dabei dem Kantor von Breslau Nicolaus Cruczeburg auf, die Appellation des Brieger Kommendators und seines Konvents gegen ein erstes Urteil (das wohl negativ für die Brieger ausgefallen war), zu prüfen. Leider gibt das Regest keine Auskunft darüber, um was es in der Streitsache ging.
In den Jahren 1428 bis 1432 wurde Brieg mehrfach von Hussiten geplündert und gebrandschatzt. Dabei wurde sicher auch die Kommende geschädigt.
1441 fand ein Generalkapitel der Kommendatoren des Großpriorats Böhmen in Brieg statt. Auf dieser Sitzung wurde u. a. beschlossen, die für 20 Ungarischen Gulden an die Breslauer Kirche versetzten Kappen (unklar, was darunter zu verstehen ist), die die Frau des Herzogs der Brieger Kirche geschenkt hatte, wieder einzulösen.
Die Johanniterkommende unterhielt in Brieg auch eine Schule, in der Ende des 15. Jahrhunderts der in Brieg geborene Humanist und Geograph Bartholomäus Stein zur Schule ging.
1505 trafen sich die Kommendatoren des böhmischen Großpriorats wiederum zu einem Generalkapitel in Brieg.
Am 26. Juli 1510 ereignete sich in Brieg eine Tragödie, die hier im Wortlaut der Quelle wiedergegeben wird: Johannes von Breslau Komtur und Stadtpfarrer, greift im Ordenshause der Johanniter, gegenüber der Pfarrwohnung seinen Ordensbruder den Presbyter Andreas mit Reden an und erschlägt ihn dann meuchelmörderisch und ohne Grund mit dem Schwerte, dass er auf der Stelle todt bleibt. Der Mörder wurde gefasst und nach Strakonitz in die Residenz des Großpriors gebracht. Er soll 1511 durch Hunger getödtet worden sein.
Am 28. April 1514 beschwerte sich Ruprecht Schencke, Kommendator in Klein-Oels und Statthalter des Großpriors von Böhmen in Schlesien beim Guardian und Konvent des Franziskanerklosters in Breslau darüber, dass die Franziskaner ihm einen Bediensteten namens Achacius des Brieger Ordenshauses abspenstig gemacht hatten, und der darüber hinaus auch noch einigen Hausrat des Brieger Hauses mitgenommen hatte. Der Bedienstete Achacius müsse nach Brieg zurückkehren. Der Statthalter drohte im Fall einer abschlägigen Antwort damit, dass man den Fall an den Großprior in Prag weiter leiten werde. Etwas merkwürdig bei dieser Klage ist, dass hier nicht der Kommendator von Brieg in Aktion getreten ist.

### Das Ende der Kommende Brieg
Unter Herzog Friedrich II. wurde in den Jahren 1525/26 die Reformation im Herzogtum Brieg eingeführt und durchgesetzt. Nach Karl Friedrich Schönwälder wurde in der Stadtpfarrkirche St. Nikolai (wohlgemerkt damals noch unter dem Patronat der Johanniter stehend) bereits ab dem 1. Januar 1525 lutherisch gepredigt. Der damalige Kommendator von Lossen und Brieg Wolfgang Heynrich/Heinrici trat zur lutherischen Glaubensrichtung über und heiratete 1526 eine Nonne aus dem Klarissenkloster zu Strehlen (Strzelin). 1532 war er bereits in zweiter Ehe verheiratet, hielt jedoch noch immer an seinem Amt als Kommendator fest. Erst Ende 1533 oder Anfang 1534 trat er als Kommendator zurück und wurde Stadtpfarrer; am 11. Mai 1534 wird er als weiland Komtur bezeichnet. 1534 gab Herzog Friedrich II. der Stadt Brieg eine neue Kirchenordnung. Nach Schönwälder hatte Herzog Friedrich II. die Kommende vor 1546 eingezogen, wie er 1546 in einem Brief an Luther schreibt. Allerdings schickte der Johanniterorden den Hans Getschler von Khunwald 1534 als neuen Kommendator nach Brieg und Lossen, als Nachfolger des Wolfgang Heynrich. Er versprach den Pfarrer von Brieg, dessen Berufung dem Herzog zustehen solle, zu besolden. Die Besoldung solle jährlich 100 Rheinische Gulden, ein Schock Karpfen oder entsprechendes Geld, ein Malter Korn, drei Stoß Holz, den Garten vor Brieg zum Gemüsebau, zwei Beete zum Leinanbau, freie Wohnung und nach Ausgang der Jahre zwei ihm unterstehende Kapläne. Diese sollten mit jährlich 26 Rheinischen Gulden, einem Malter Korn, beiden zusammen drei Stoß Holz, ein Schock Karpfen und freie Wohnung. Die darauf folgenden sollten beide zusammen 45 Rheinische Gulden und drei Stoß Holz bekommen. Der Schulmeister sollte jährlich für seinen Tisch 12 Rheinische Gulden erhalten, der Glöckner 10 Gulden. Leider ist nicht bekannt, ob der Herzog das Angebot noch annahm, und wann genau er die Kommende dann säkularisierte. Dorothee von Velsen geht schon von 1534 aus. Hans Getschler von Khunwald dürfte daher nur noch dem Titel nach Kommendator in Brieg gewesen sein. Die Kommende Lossen konnten die Johanniter dagegen behaupten.
1557 gehörten zur Kirche (oder zum Pfarrlehen) der Komturhof, drei Hufen in Briegischdorf, Gärten vor dem Mollwitzer Tor und einige Wiesenstücke hinter den herzoglichen Tiergärten, deren Abgaben der Pfarrkirche direkt zuflossen.
Die Johanniter gaben jedoch ihre Kommende nicht ohne Widerstand auf, sondern prozessierten gegen Herzog Georg II. von Brieg. Am 20. Januar 1573 verglich sich der Herzog mit dem Johanniterorden. Die Johanniter traten ihr Patronatsrecht über die Nikolaikirche in Brieg samt Zinsen, Gärten, dem Canto (oder Komturhof?) mit drei Hufen in Briegischdorf (in Brieg aufgegangen), das Dörfchen Pobawitz im Ohlauschen (wahrscheinlich Poppelwitz, WSW von Ohlau), die Zehnten in Minkenau und Schreibendorf, Zinsen in Ohlau, Krummendorf, Polnisch Jägel, Tschanschwitz und Gußmannsdorf (?) für 3500 Taler (gerechnet zu 34 Weißgroschen) in bar an den Herzog ab. Herzog Georg II. verzichtete seinerseits auf seine Rechte an der Kommende Lossen. Die Bestätigung durch den böhmischen Landesherrn Kaiser Maximilian II. erfolgte am 26. September 1573.
Auch der letzte Kommendator von Brieg Hans Caudir war sicher nur dem Titel nach noch Kommendator in Brieg. Er verwaltete die Kommenden Lossen und Glatz. Caudir war für die Kaiser Ferdinand I., Maximilian II. und Rudolf II. als Dolmetscher und Übersetzer von türkischen und persischen Dokumenten tätig, und übersetzte das Werk des türkischen Autors Muhyiddin Ibn-Alaeddin Ali El-Cemali Die Geschichte der Osmanen ins Deutsche.

## Kommendatoren
| Amtszeit                                  | Kommendator | Sonstige Ämter und Anmerkungen |
| ----------------------------------------- | --- | --- |
| 1302                                      | Albert | Kommendator in Brieg |
| 1319 bis 1334                             | Theodor/Dietrich/Thierry de Brègue                                                                              | Kommendator in Brieg, nahm 1319 am Generalkapitel in Avignon teil nahm am 8. Mai 1334 an einem Generalkapitel in Tinz teil                                                                                        |
| 1336                                      | Conrad | Kommendator in Brieg Waschmundus = Unterkomtur |
| 1354 bis 1359                             | Walther | Kommendator |
| (21. Dezember 1370) bis (10. Januar 1371) | Cunczko | Kommendator in Brieg |
| 1378 bis 1394                             | Nicolaus Stengil                                                                                                | Kommendator und Pfarrer Unser Lieben Frauen und St. Nicolai 1383 bis 1388 Kommendator in Glatz Stellvertreter des Großpriors von Böhmen in Schlesien                                                              |
| 1383                                      | Andreas Weze | Kommendator in Brieg |
| 1403 bis 1425                             | Nicolaus von Lossow/Nicolaus Lossin/Nikolaus von Lussa                                                          | Kommendator in Brieg, wurde 1415 von Großmeister Philibert de Naillac für weitere zehn Jahre in seinem Amt bestätigt                                                                                              |
| 1425 bis 1433                             | Nikolaus Kirchner/Birkener                                                                                      | Kommendator von Brieg (könnte auch identisch mit dem vorgenannten Kommendator sein) |
| 1475                                      | Andreas | Kommendator in Brieg und Lichtenau, Stellvertreter des Großpriors von Böhmen in Schlesien |
| 1482 bis 1491                             | Johannes/Hans Hunt/Hund                                                                                         | Kommendator in Brieg und Lichtenau 1491 bis 1492 Kommendator in Gröbnig |
| 26. Juli 1510                             | Johann von Breslau                                                                                              | Kommendator und Stadtpfarrer von Brieg, erschlug seinen Mitbruder Andreas mit dem Schwert |
| 1526 bis 1533                             | Wolfgang Heynrich/Heinrici                                                                                      | Kommendator in Brieg und Lossen, wurde lutherisch und heiratete 1526 eine Nonne aus dem Kloster zu Strehlen 1532 war er in zweiter Ehe verheiratet, er trat 1533/34 als Kommendator zurück und wurde Stadtpfarrer |
| 25. November 1534                         | Kommendator von Brieg und Lossen                                                                                | |
| 1549 bis 1558                             | Hans Caudir/Johannes Gaudier genannt Spiegel von Strependorf (* Anfang des 16. Jahrhunderts, † 30. August 1579) | Kommendator von Brieg und Lossen, 1558 bis 1579 Kommendator in Glatz |